# Збігнєв Залуський

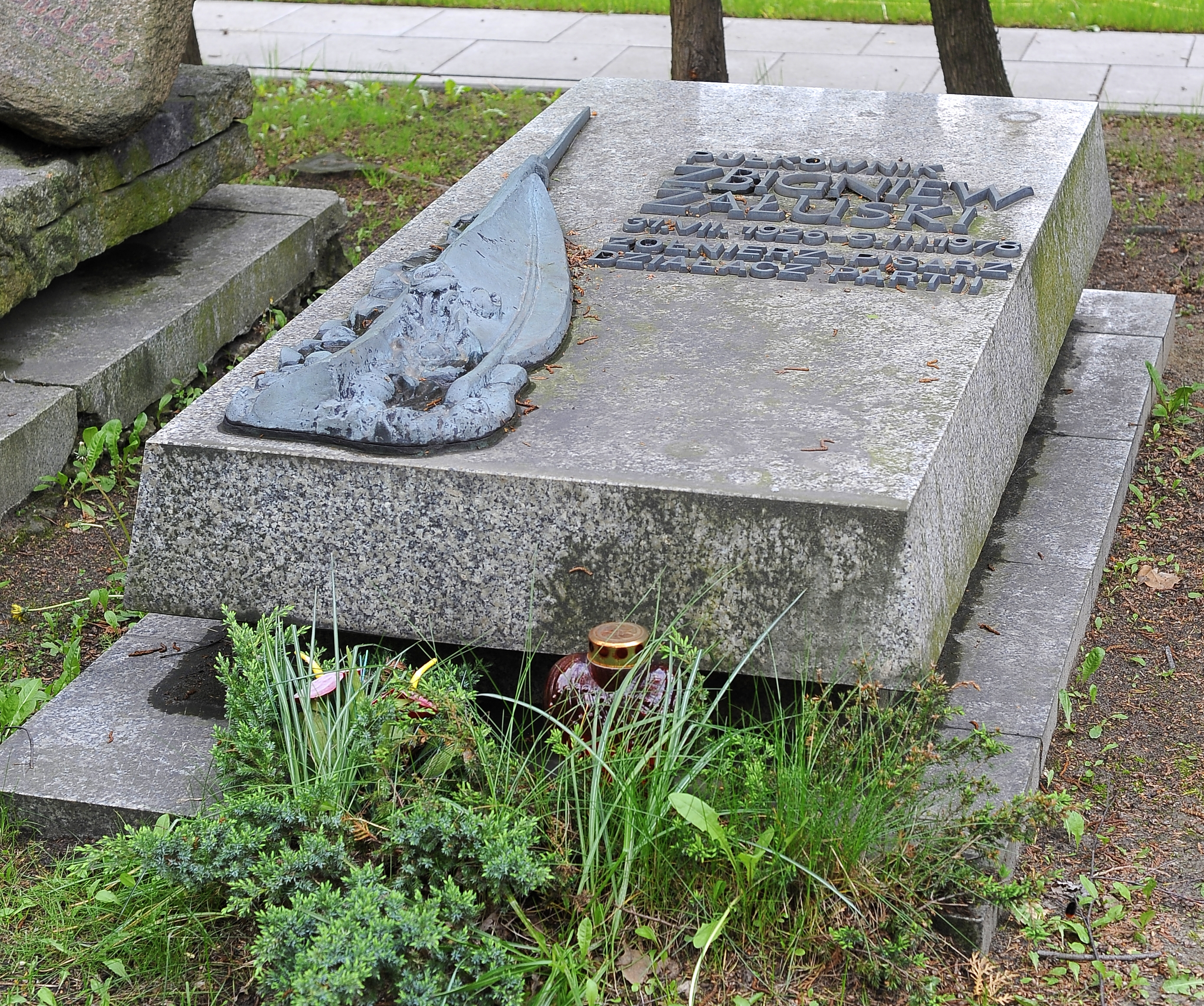
Могила Збігнєва Залуського.

Збігнєв Залуський (31 липня 1926, Ківерці, Друга Польська Республіка – 5 березня 1978, Варшава, Польська Народна Республіка) — польський офіцер, письменник і член парламенту.

## Життя та військова кар'єра
Збігнєв Залуський народився у 1926 році в Ківерцях на Волині в сім'ї Людвіка та Раймунди Залуських. У віці 14 років був засланий до Казахстану в 1940 році пізніше після вторгнення радянських військ. Після вступу до лав Польської народної армії в 1944 році він брав участь у битвах за Кольберг та Берлін. Залуський вступив до Польської робітничої партії та навчався в Академії політичної освіти офіцерів, де зрештою дослужився до звання полковника як політичний офіцер.
У 1969 році його було обрано членом Сейму від Польської об'єднаної робітничої партії (ПОРП) і він продовжував обіймати цю посаду до своєї смерті. У 1974 році він увійшов до адміністративної ради Польсько-радянського товариства дружби. Залуський також очолював осередок ПОРП у Спілці польських письменників до своєї смерті від серцевого нападу.

## Журналістика
Дебютував як письменник у 1947 році в щомісячнику «Нова Мисль». Він довгий час був редактором щомісячника «Войско Людове», а згодом став заступником головного редактора. Він здобув популярність завдяки своїй історичній журналістиці, в якій реабілітував зусилля польських військових в оборонній війні 1939 року та участь Польщі у Другій світовій війні разом із західними союзниками. Він виступав проти зневажливого ставлення сучасної літератури до польських традицій та історії. Його найвідомішою книгою була «Сім польських смертних гріхів» 1962 року.

## Книги
- The Polish Seven Deadly Sins (Siedem polskich grzechów głównych).
- Polish Army -Loyal Guards of the Homeland (Wojsko polskie – ojczyzny wierna straż).
- Poles on the fronts of the Second World War (Polacy na frontach II wojny światowej).
- The Year Forty Four (Czterdziesty czwarty).
- The End, 1945 (Finał 1945).
- Pass into History (Przepustka do historii).

## Фільмографія
- Then There Was Silence (Potem nastąpi cisza) - 1965.
- Direction: Berlin (Kierunek Berlin) - 1968.
- Last Days (Ostatnie Dni) - 1969.
- Liberation - 1969-71.
- Legend (Legenda) - 1970.
- Victory (Zwycięstwo) - 1974.
- Soldiers of Freedom - 1977.

## Нагороди та відзнаки
- Орден Прапора праці 1-го ступеня (1976) [6]
- Орден Прапора праці 2-го ступеня
- Командорський хрест із зіркою Ордена Відродження Польщі (посмертно)
- Лицарський хрест Ордена Відродження Польщі
- Золотий Хрест Заслуги
- Хрест Доблесті (тричі)
- Медаль 30-ї річниці Народної Польщі
- Медаль «за Одру, Нису і Балтику»[7]
- Медаль Перемоги та Свободи 1945 року
- Золота медаль Збройних Сил на службі Вітчизні
- Срібна медаль Збройних Сил на службі Вітчизні
- Бронзова медаль Збройних Сил на службі Вітчизні
- Медаль 10-ї річниці Народної Польщі
- Медаль за участь у битві за Берлін
- Золота медаль «За заслуги перед національною обороною»
- Срібна медаль «За заслуги перед національною обороною»
- Бронзова медаль «За заслуги перед обороною країни»
- Медаль «За перемогу над Німеччиною у Великій Вітчизняній війні 1941–1945 років» (СРСР)
- Медаль «За взяття Берліна» (СРСР)